# Stephania moluccana
Stephania moluccana är en tvåhjärtbladig växtart som beskrevs av Lewis Leonard Forman. Stephania moluccana ingår i släktet Stephania och familjen Menispermaceae. Inga underarter finns listade i Catalogue of Life.